# Mohawk Valley Comets (NAHL)
Mohawk Valley Comets byl profesionální americký klub ledního hokeje, který sídlil v Utice ve státě New York. V letech 1973–1977 působil v profesionální soutěži North American Hockey League. Comets ve své poslední sezóně v NAHL skončily ve čtvrtfinále play-off. Klub byl během své existence farmami celků WHA. Jmenovitě se jedná o Toronto Toros, Cincinnati Stingers a Indianapolis Racers. Své domácí zápasy odehrával v hale Adirondack Bank Center s kapacitou 3 860 diváků.

## Přehled ligové účasti
Zdroj: 
- 1973–1975: North American Hockey League
- 1975–1976: North American Hockey League (Východní divize)
- 1976–1977: North American Hockey League